# Siete Partidas

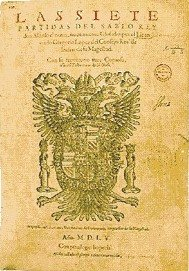
Partidas

De Siete Partidas (wat zeven delen betekent in het Spaans) of Partidas, is een wetboek opgesteld in de Kroon van Castilië tijdens het bewind van Alfons X van Castilië de Wijze tussen 1256 en 1265. Het doel was de wetten binnen het koninkrijk te standaardiseren. De gecodificeerde en samengestelde tekst heette oorspronkelijk, Libro de las Leyes (Oud Spaans: Livro de las legies) (Wetboek). Pas in de 14e eeuw kreeg het zijn huidige naam, verwijzend naar het aantal secties waarin het is verdeeld.
De Partidas had ook een grote betekenis in Latijns-Amerika, waar het eeuwenlang werd gebruikt, tot in de 19e eeuw. Hoewel de code zich concentreert op wetgevingskwesties, wordt het ook beschreven als een 'humanistische encyclopedie', aangezien het ook filosofische, morele en theologische onderwerpen behandelt.

## Inhoud
De Siete Partidas is in het Castiliaans geschreven en bestaat uit een proloog waarin het doel van het werk wordt uiteengezet. De zeven secties van de Partidas beginnen met de letters van A-L-F-O-N-S-O, de voornaam van de koning.
- A seruicio de Dios...
- La ffe cathólica...
- Fizo Nuestro Sennor Dios...
- Onras sennaladas...
- Nascen entre los ommmes...
- Sesudamente dixeron...
- Oluidança et atreuimiento...

### Zeven delen
- eerste Partida (24 titels en 516 wetten) gaat over het vermogen om het religieuze leven wettelijk vast te leggen en te reguleren.
- tweede Partida (31 titels en 359 wetten) gaat over tijdelijke macht, de essentie van de Castiliaanse monarchie, de regels van dynastieke opvolging. Deze bepalingen blijven van kracht tot de zeventiende eeuw tot de invoering van de Salische wet door Filips V en de komst van de Bourbons op de troon van Spanje. Ze werden weer van kracht door koning Ferdinand VII tijdens het herstel van het absolutisme in Spanje en zijn nu opgenomen in de Spaanse grondwet.
- derde Partida (32 titels en 543 wetten) gaat in wezen over rechtvaardigheid en de administratie ervan.
- vierde Partida (27 titels en 256 wetten) behandelt zowel het familierecht als de permanente extra-familiale banden tussen individuen.
- vijfde Partida (15 titels en 374 wetten) behandelt het privaatrecht en het handelsrecht.
- zesde Partida (19 titels en 272 wetten) gaat over erfrecht, voogdij en de juridische status van de wees.
- zevende Partida (34 titels en 363 wetten) behandelt het strafrecht, evenals de status van joden en moslims.